# Lećevica
Lećevica ist eine Gemeinde in Kroatien in der Gespanschaft Split-Dalmatien.

## Lage und Einwohner
Lećevica liegt rund 35 Straßenkilometer nordwestlich von Split. Das Gemeindegebiet umfasst 87,37 Quadratkilometer und gliedert sich in die vier die Ortsteile Lećevica, Radošić, Kladnjice und Divojevići. Insgesamt betrug zur Zeit der Volkszählung im Jahr 2021 die Einwohnerzahl 495. Davon waren 263 (53,13 %) männlich und 232 (46,87 %) weiblich. Die Gemeinde Lećevica gehört zu den Teilen Kroatiens, die vom raschen Aussterben bedroht sind. Die Alterszusammensetzung der Bevölkerung lässt einen solchen Schluss zu, da die Bevölkerung unter 20 Jahren nur 12,5 % der Gesamtbevölkerung ausmacht und die über 60-Jährigen 42,3 %.
Durch das Gemeindegebiet verläuft die kroatische Autobahn A1, jedoch gibt es keine Ausfahrt. Der Flughafen von Split liegt nur wenige Kilometer entfernt.

## Geschichte
Über die ältere Geschichte von Lećevica ist sehr wenig bekannt. Auch über die Kirche nicht, da im Laufe der Zeit die Kirchenbücher verfallen sind. Erst ab dem 17. Jahrhundert besiedelten Menschen aus Bosnien, die von Franziskanern aus Sinj betreut wurden. Lećevica wurde 1757 zum Zentrum der gleichnamigen Pfarrei. Die Fundamente der ursprünglichen Kirche St. Martin sind noch heute auf dem Friedhof zu sehen. Die neue Kirche wurde 1866 erbaut. Bis 1968 gehörte die Pfarrei zum Kloster Sinj und heute zum Kloster Split. Der Grundriss der Kirche ist ein Rechteck mit einer großen Apsis und einem Marmoraltar mit einem Bild des Hl. Martin.